# Lusofilia
Lusofilia, o lusitanofilia, es la amistad y simpatía hacia Portugal, su cultura y su pueblo. La palabra deriva de la unión de "lusitano-" (representando Lusitânia, una antigua provincia romana correspondiente a los actuales Centro y Sur de Portugal) y "-filia" (del griego φιλíα - "afecto"). El sentimiento opuesto es lusofobia.
Los sentimientos lusófilos —así como los lusófobos— son recurrentes en excolonias portuguesas, como lo Brasil, Angola y Cabo Verde. Otra región en que se ha fortalecido el pensamiento lusófilo hace décadas es en Europa Oriental, en especial Rumania.
La lusofilia fue también un movimiento cultural en Brasil del inicio del siglo XX.